# Cesta odpovědné společnosti
CESTA ODPOVĚDNÉ SPOLEČNOSTI (zkratka CESTA) je české politické hnutí založené v roce 2017. Předsedou je Jan Kubín.

## Volební program
Vizí hnutí CESTA je odpovědná společnost sounáležitosti, tedy vytvořit co nejlepší podmínky pro svobodný, odpovědný, tvořivý a šťastný život jednotlivců, rodin a komunit.
Ve svém volebním programu se hnutí CESTA zaměřuje na sedm klíčových oblastí, postavených na devíti principech k dosažení svobodné společnosti.
Jak uvádí ve svém programu, cílem je dosažení odpovědné společnosti sounáležitosti. Pojetí svobody chápe v bezpodmínečném spojení s odpovědností za rozhodování na úrovni jak jednotlivců, tak organizací a institucí. Uplatňování práv je podle nich vázané s povinnostmi. Cílové nastavení společnosti vnímají jedině ve vzájemné spolupráci, souvztažnosti mezi lidmi navzájem a mezi lidmi a přírodou.
V programu hnutí je klíčem k sounáležitosti v podpoře tradiční rodiny. Spravedlnost by měla být postavená na hledání pravdy ze strany soudů a odblokování výkonu spravedlnosti. Dalšími klíčovými oblastmi je podle nich podpora malého a středního podnikání, obnovení demokracie a občanských svobod, prosazení preventivního zdravotnictví a posílení bezpečnosti státu.
Důležitou součástí aktivit hnutí CESTA je projekt Chceme vědět proč, kdy hledá odpovědi na otázky týkající se občanských práv a svobod a reflektuje společensky diskutovaná témata jako např. očkování, imigrantskou politiku apod.

## Historie hnutí
Hlavním motivem pro založení tohoto hnutí byla dlouhodobá nespokojenost s politickou situací a nezdravým stavem společnosti. S myšlenkou založit hnutí přišlo pět zakladatelů, kteří v roce 2016 iniciovali petici za vznik politického hnutí Cesta odpovědné společnosti. K oficiálnímu uznání hnutí došlo dne 27. 1. 2017 na základě registrace v rejstříku politických stran a politických hnutí Ministerstva vnitra České republiky. Statutární orgán hnutí tvoří předsednictvo, jehož předsedou je Jaroslav Kuchař, lídr hnutí CESTA.

### Volby do Poslanecké sněmovny Parlamentu České republiky 2017
Hnutí se zúčastnilo voleb do Poslanecké sněmovny v roce 2017. Kandidovalo ve třinácti krajích, obdrželo 3 758 hlasů (0,07%) a nezískalo žádný mandát.

### Volby do Evropského parlamentu v Česku 2019
Hnutí se zúčastnilo voleb do Evropského parlamentu. Lídrem kandidátky byl Antonín Baudyš. V těchto volbách obdrželo 7 890 hlasů (0,33%) a nezískalo tak žádný mandát.

### Volby do Senátu v roce 2020
Hnutí se zúčastnilo voleb do Senátu v roce 2020. Kandidáty byli Antonín Baudyš a Jan Kubín, do druhého kola se ani jeden z nich nedostal.